# Орловка (Лесозаводский городской округ)
В Приморье в Анучинском районе есть посёлок Орловка.
Орло́вка — село в Лесозаводском городском округе Приморского края.

## География
Село Орловка стоит в верховьях реки Кабарга (правый приток Уссури), между реками Большая Кабарга (с севера) и Малая Кабарга (с юга).
Дорога к селу Орловка идёт на восток от автотрассы «Уссури», перекрёсток к селу Орловка находится в 5 км южнее перекрёстка к селу Курское.
Расстояние до Лесозаводска через Курское (на север по автодороге «Уссури») около 27 км.

## Население
| 1915 | 2002 | 2007 | 2010 |
| ---- | ---- | ---- | ---- |
| 757  | ↘35  | ↗46  | ↘41  |

## Улицы
| - пер. Дачный, - пер. Лесной, | - ул. Полевая, - ул. Центральная. |

## Экономика
Жители занимаются сельским хозяйством.